# Коста Арсениев
Коста Арсениев е виден български общественик от Лом, активист на Демократическата партия.

## Биография
Участва в дейността на Македонската организация. От 3 до 16 декември 1895 година е делегат от Добричкото македонско дружество на Втория македонски конгрес, а от 15 до 21 юни 1897 година от Ломското е делегат на Четвъртия македонски конгрес.